# Elliott (Iowa)
Elliott es una ciudad situada en el condado de Montgomery, en el estado de Iowa, Estados Unidos. Según el censo de 2010 tenía una población de 350 habitantes.

## Geografía
Según la Oficina del Censo de los Estados Unidos, la localidad tiene un área total de 1,08 km², de los cuales 1,08 km² corresponden a tierra firme y el restante 0 km² a agua, que representa el 0% de la superficie total de la localidad.

## Demografía
Según el censo de 2010, había 350 personas residiendo en la localidad. La densidad de población era de 324,07 hab./km². Había 168 viviendas con una densidad media de 155,56 viviendas/km². El 99,14% de los habitantes eran blancos, el 0,29% amerindios, el 0,29% asiáticos, el 0% isleños del Pacífico y el 0,29% pertenecía a dos o más razas. El 0,86% de la población eran hispanos o latinos de cualquier raza.